# Rallye des 1000 Pistes
Le Rallye des 1000 Pistes était un rallye automobile sur terre qui se déroulait dans le Var, sur le Plan de Canjuers (dans l'emprise du camp militaire éponyme).

## Histoire
La première épreuve eut lieu en 1976. Elle se dispute sur parcours secret à ses débuts.
En 1982, 1983 et 1984 cette course compta pour le championnat de France des rallyes de première division. L'arrêt de la course coïncide avec celle de la course de la côte d'Ampus en rapport avec la défaite électorale (sur fond d'attentat) de l'ancien maire de Draguignan Edouard Soldani (voir l'article principal sur Draguignan). 

## Palmarès
| N° | Dates                      | Championnat           | Vainqueur        | Copilote                | Voiture           |
| 1  | 1976                       |                       | Jean-Louis Clarr | Jean-François Fauchille | Opel Kadett GT/E  |
| 2  | 1977                       |                       | Jean-Luc Thérier | Michel Vial             | Toyota celica     |
| 3  | 1978                       |                       | Jean-Luc Thérier | Michel Vial             | Toyota celica     |
| 4  | 1979                       |                       | Jean-Luc Thérier | Michel Vial             | Toyota celica     |
| 5  | 1980                       |                       | Jean-Luc Thérier | Michel Vial             | Renault 5 Turbo   |
| 6  | 1981 (12- 13 juillet)      |                       | Patrick Lapie    | Thierry Barjou          | Citroën CX GTi    |
| 7  | 1982 (3-4 juillet)         | France - 1re division | Jean-Luc Thérier | Michel Vial             | Renault 5 Turbo   |
| 8  | 1983 (9-10 juillet)        | France - 1re division | Guy Fréquelin    | Jean-François Fauchille | Opel Manta 400    |
| 9  | 1984 (30 juin-1er juillet) | France - 1re division | Henri Toivonen   | Ian Grindrod            | Porsche 911 SC RS |
| 10 | 1985 (5-6-7 juillet)       |                       | Maurice Chomat   | Didier Breton           | Lancia 037        |

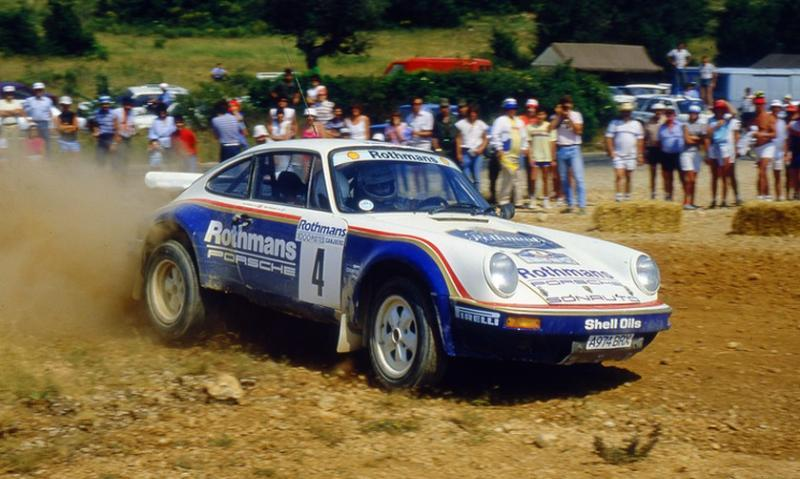
H.Toivonen vainqueur de l'édition 1984, sur Porsche 911 SC RS.

(nb: Patrick Lapie a remporté le Championnat d'Europe de 2 CV Cross en 1977, a été 3e du championnat de France des rallyes Terre en 1979, et a terminé 11e et premier français du rallye du Portugal en 1978 sur Citroën CX 2400 GTI)